# Dowra
Dowra (irlandais : An Damhshraith, le sanctuaire du bœuf) est un village au nord-ouest du comté de Cavan, en Irlande. 

## Géographie
Niché dans la vallée de Lough Allen, le village marque le point navigable le plus élevé du fleuve Shannon.
Le pont permet le passage entre le comté de Cavan et le comté de Leitrim.
Le centre du village est situé dans le comté de Cavan.
Dowra se trouve à l'intersection des routes régionales R200 et R207.

## Histoire
Les vestiges de Black Pig's Dyke sont visibles à proximité.
Le village s'est constitué à la fin du XIXe siècle, après un autre village proche, Tober, emporté par un glissement de terrain à l'été 1863.
En 1925, le village possédait 18 maisons, dont dix étaient autorisées à vendre de l'alcool.

## Transports
La ligne 462 des Bus Éireann relie Dowra seulement le samedi avec Drumkeeran, Dromahair et Sligo.

## Économie
Au niveau de l'emploi, l'agriculture, les activités forestières et la construction sont prépondérantes.
Un marché aux bestiaux se tient tous les samedis.

## Enseignement
L'école publique se trouve juste à côté du pont, dans le comté de Leitrim.

## Cultes
L'église de l'Immaculée Conception, Doobally, se trouve à 5 km au nord du village.

## Lieux et monuments
La source de la Shannon, Shannon Pot se trouve à 12 km au nord.
Les sentiers de randonnée The Cavan Way et le Leitrim Way passent par Dowra. Le Miners' Way passe tout près.
Un centre communautaire de création artistique a ouvert en 2014, à la suite de la restauration des anciens bâtiments du tribunal local.

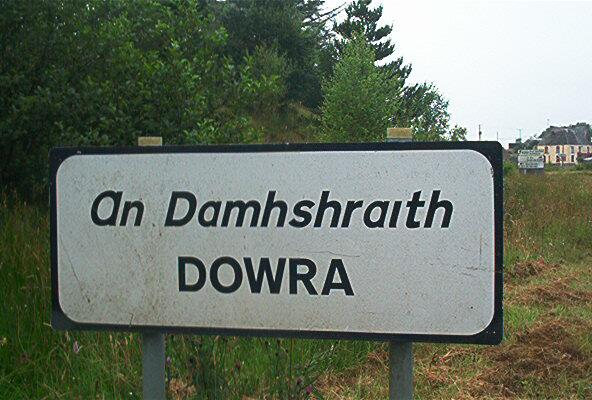
Dowra, le sanctuaire du bœuf.
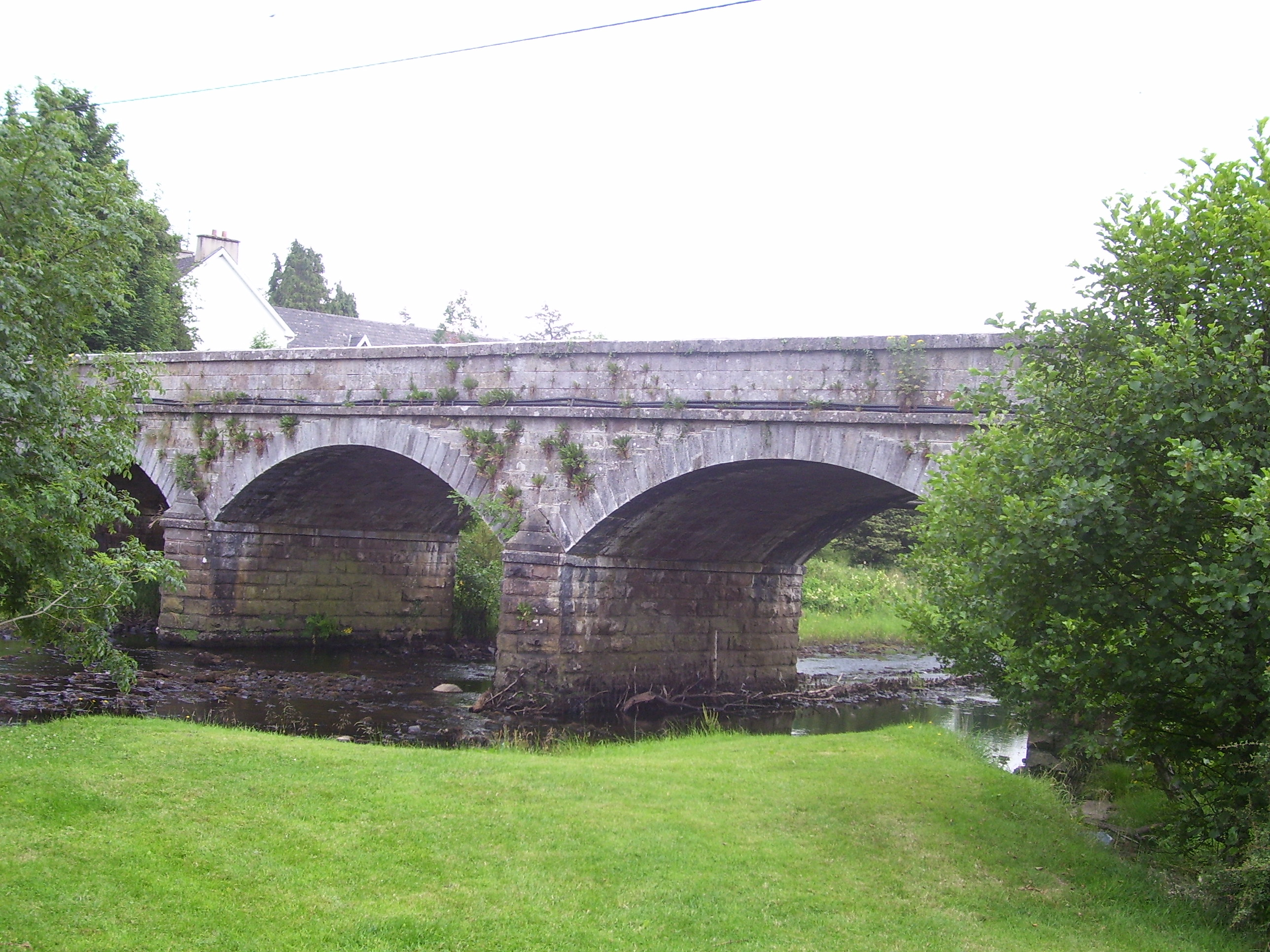
Dowra Bridge - première agglomération sur la Shannon.
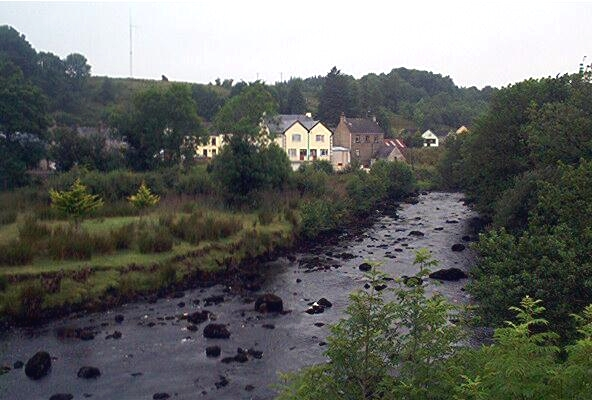
La Shannon juste en amont du pont.
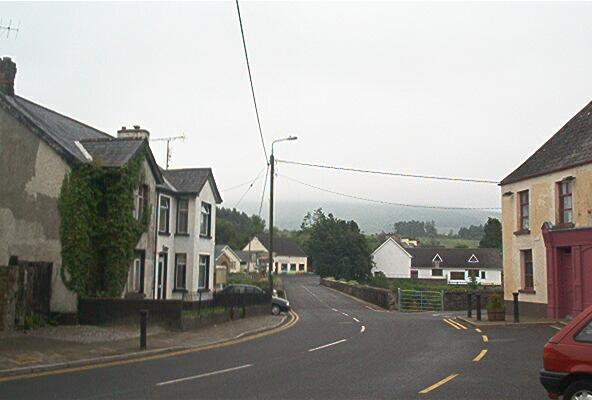
Du pont, vers le Leitrim.
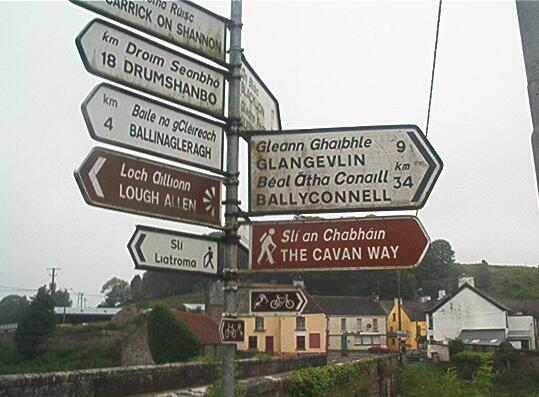
Panneaux directionnels.
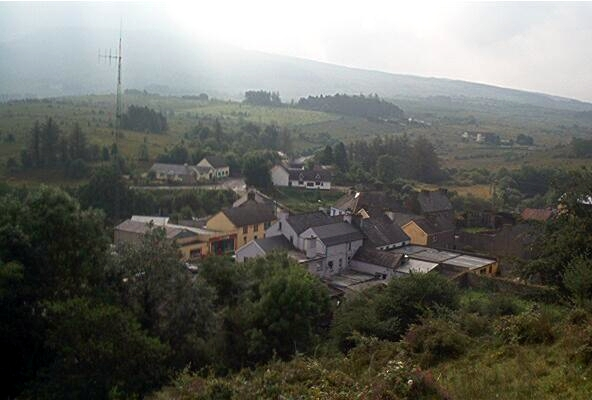
Vue générale à partir du poste de la Garda.